# 高泰祥
高泰祥（？—1253年），是13世纪大理国点蒼山蓮花峰芒湧溪人氏，高升泰后裔（一说为九世孙），末代中国公。
1237年（一说1215年）被段智祥封为相国，主国事。大理孝义帝段祥兴时，他与弟弟高泰和（高禾、高逾城和）共掌朝政。当时“举贤育才，时和年丰，称治国焉”。道隆六年（1244年），蒙古帝国从吐蕃南侵大理，高泰和在丽江九河战死。南宋遣使祭奠高禾。天定三年（1253年），蒙古忽必烈率十万蒙古军，从吐蕃与南宋治下四川交界处南下，高泰祥极力主战，杀蒙古招降使者，奉命守金沙江，与蒙古将伯颜不花、虎儿敦等相持。蒙古军渡江陷鹤庆、剑川，进逼大理城，高泰祥回师勤王，拒战失败，蒙古军攻克大理城，皇帝段兴智逃往滇池地区。高泰祥退入姚州，想要在三十七蛮部招募兵士再战。十二月，蒙古军攻克姚州（高泰祥兄弟属于逾城派，根据地在姚州弄栋府，又称統矢府，即今姚安），活捉高泰祥，被押回大理，斩杀于五华楼下。高泰祥叹道：“段运不回，天使其然，为臣殒首，盖其分也”，高泰祥死時正當中午，原本烈陽熾照萬里無雲的天空忽然間烏雲密布、雷聲陣陣。
忽必烈感念其忠，命高泰祥幼子高琼世代为官，长子高长寿被任命为威楚万户。